# Ängestjärnen, Dalarna
Ängestjärnen är en sjö i Mora kommun i Dalarna och ingår i Dalälvens huvudavrinningsområde. Sjön har en area på 0,0497 kvadratkilometer och ligger 355,2 meter över havet.

## Delavrinningsområde
Ängestjärnen ingår i det delavrinningsområde (675430-140329) som SMHI kallar för Utloppet av Venjanssjön. Medelhöjden är 299 meter över havet och ytan är 118,56 kvadratkilometer. Räknas de 151 avrinningsområdena uppströms in blir den ackumulerade arean 1 824,04 kvadratkilometer. Vanån som avvattnar avrinningsområdet har biflödesordning 3, vilket innebär att vattnet flödar genom totalt 3 vattendrag innan det når havet efter 361 kilometer. Avrinningsområdet består mestadels av skog (47 procent) och sankmarker (16 procent). Avrinningsområdet har 34,16 kvadratkilometer vattenytor vilket ger det en sjöprocent på 28,8 procent.